# Stenella deightoniana
Stenella deightoniana är en svampart som beskrevs av U. Braun 2005. Stenella deightoniana ingår i släktet Stenella, och familjen Mycosphaerellaceae. Inga underarter finns listade i Catalogue of Life.